# 말 (동물)
말(馬, horse)은 말목 말과의 동물이다. 학명은 Equus caballus이며, 조상은 지금으로부터 4,500-5,500만 년 전에 존재했던 에오히푸스이다. 가축으로 길들여진 이래로 사람들과 친숙하게 지내온 동물 중 하나로 사람을 위해 많이 봉사해 왔다. 어린 말은 망아지라고 부른다.
프랑스에서는 신석기 시대부터 등장했다. 마콩 근처의 솔뤼트레에서 발견된, 일 헥타르 이상이나 되는 말 무덤에서 증거를 찾을 수 있다.

## 몸
- 말의 눈은 얼굴의 양측면에 위치하여 각각 자기쪽의 시야를 독립적으로 형성하고 뇌는 이 분리된 시야를 통해서 들어온 각각의 모습들을 조합하여 주변을 이해하고 판단하는 능력이 있다. 그렇기 때문에 사람이나 개, 고양이와는 달리 머리를 돌리지 않아도 폭넓게 좌우를 살필 수 있다. 말의 눈은 얼굴 옆쪽에 있으므로 시야는 넓으나 사람처럼 두 눈으로 동시에 전방의 물체를 보지 못하므로 원근감이 없어 거리판단을 잘못할 때가 많다.
- 말의 귀에는 16개의 근육이 분포되어 귓바퀴는 180°로 자유자재 움직일 수 있도록 되어있고 두 귀는 각각 독립적으로 방향전환을 할 수 있으므로 360°의 모든 방향에서 들려오는 소리뿐만 아니라 사람이 들을 수 없는 미세한 소리나 잡음까지도 들을 수 있다.
- 말의 코는 매우 발달되어 수백미터 떨어진 곳의 암말이나 육식동물의 냄새를 맡을 수도 있으며 물에 탄 소독약 냄새 또는 기타 독성물질의 냄새를 맡을 수도 있다. 말에게는 '야콥스기관'이라고 하는 특수한 주머니가 코의 안쪽 입천장 위에 자리 잡고 있는데 신중히 냄새를 맡을 때에는 이 주머니에 공기를 저장하여 냄새를 분석하는 것으로 알려졌다.
- 말의 지능은 원숭이, 돌고래와 같이 높은 편에 속한다. 그 때문에 말을 탄 기사가 사자를 사냥하는 것이 가능하다.
- 500kg의 말이 시속 60km로 달리기 위해서는 강력한 에너지 공급기관이 있어야 하는데 그것이 바로 말의 심장과 폐이다.
- 털색깔은 검은색·갈색·암갈색·금색·회색·황갈색·흰색으로 다양하다. 말의 털 길이는 다른 동물에 비해 짧은 편이며, 촘촘하게 나있고 보통은 윤기가 있다. 나라마다 다소 차이는 있지만, 한국의 경우에 밤색, 진밤색, 갈색, 흑갈색, 검은색, 회색 그리고 기타색 등 대략 7가지 색으로 구분된다.
- 말의 다리는 빨리 달리기에 알맞다. 허벅다리 부분의 큰 근육 덕분에 적은 노력으로 빠른 속도를 낼 수 있고, 길고 가는 다리의 종아리 부분은 보폭을 넓게 한다. 앞다리로는 몸무게를 지탱하고, 뛰거나 도약할 때 충격을 흡수한다. 뒷다리는 달리거나 도약하는 힘을 제공한다.

뒷다리의 기능 : 달릴 때 추진력을 담당한다.
앞다리의 기능 : 체중을 지탱하고 충격을 흡수하여 마체를 지면에서 들어 올려주는 역할을 한다.
- 말의 소화기관: 말의 위(胃)는 한 개이며, 8~16L로 체격에 비해 매우 작아서 맨 처음 먹은 음식은 식사가 끝날 무렵에는 이미 위를 통과한다. 같은 초식동물로서 네 개의 되새김 위가 있는 소와는 대조적이다. 따라서 사료나 풀을 조금씩 장시간에 걸쳐 먹는다. 말은 위가 작기 때문에 시장기를 자주 느낀다.
- 말은 정기적으로 털갈이를 하는데, 빽빽한 겨울털은 해마다 가을에 자라서 이듬해 봄에 빠진다. 그러나 갈기나 꼬리는 털갈이를 하지 않는다. 말의 꼬리는 곤충을 쫓는 데 이용되고 표피에 있는 땀샘은 말의 몸을 서늘하게 유지시켜 준다.
- 말의 제차(발바닥에 있는 탄력성 있는 덩어리)는 마치 고무굽 같이 발굽이 땅에 부딪혔을 때 생기는 충격을 흡수한다.
- 이는 앞니 12개, 송곳니 4개, 어금니 24개로 모두 40개로 위쪽 이는 맷돌 모양으로 발달해 풀을 먹기에 적합하다.
- 말의 나이는 유치에서 영구치로 바뀌는 시기나 영구치의 마멸상태로 정확하게 판단할 수 있다. 또한 이로써 건강 상태도 알 수 있다. 태어난 지 8년이 되어 아래 앞니의 거친 표면이 닳아 매끈해지면 늙었다고 한다.
- 청각은 상당히 발달되어 있으며 멀리서 들려오는 소리나 저음·약음을 듣는 능력이 사람보다 뛰어나다. 후각은 매우 예민하며, 말에 있어서는 가장 중요한 감각이므로 말을 '코의 동물'이라고 한다. 후각으로 성(性), 개체, 장소, 목초나 사료의 좋고 나쁨을 판별한다. 따라서 강한 냄새를 내는 약품·용제 등을 싫어하며 어린풀 냄새를 좋아한다. 그 밖에 단맛과 녹색을 좋아한다. 공포심이 많으나 부드럽게 다루면 온순하고 기억력도 뛰어나 사람의 애정을 느끼고 그 사람을 신뢰하게 된다.
- 말은 달릴 때 등을 굽히지 않는 특징이 있어 승마용으로 이용된다.
- 수말의 음경은 길이가 1m나 된다. 음경은 발기되면 몸밖으로 나온다. 발기가 끝나면 몸 안으로 들어간다. 암말의 질은 수말의 음경과 같은 길이로, 근육이 있어 열었다 닫았다 할 수 있다.

## 생활
말의 수명은 대략 25세로 번식연한은 만 3세부터 15-18세까지이다. 번식은 주로 봄에 하며, 북반구에서는 3-7월 사이이다. 임신기안간은 10-14개월이며 보통 한 마리의 새끼를 낳는다. 암컷은 출산이 가까워지면 불안과 진통으로 침착성을 잃고 유방이 부풀어오르며 초유가 스며나온다. 난산(難産)은 극히 드물다. 어미말은 당분이 많은 젖을 하루에 10-20L를 분비하는데, 망아지는 반 년가량 그 젖을 먹는다. 2개월이 지나면 풀이나 사료도 먹을 수 있게 된다. 1년쯤 되면 반쯤 자라며, 5년이 되면 키와 몸무게가 완전히 자란다. 암말은 일생 동안 5-6마리의 새끼를 낳는다. 공포심이 많아 외계의 자극에 예민하게 반응리를 이루어 일정한 사회적 순위를 정한다. 말의 기원을 살펴보면, 마지막 빙하기 이후 뚜렷이 구별되는 세 종류의 말이 출현했는데, 이들이 오늘날 존재하는 모든 말의 조상으로 프르제발스키호스, 타르판, 딜루비얼이다. 초원말이라고도 하는 프르제발스키호스는 아시아에 살았다. 그러나 야생 상태에서는 멸종했고 동물원에만 살고 있다. 또 한 종류는 고원말이라고도 하는 타르판으로 중앙유럽과 우크라이나의 대초원같이 광활한 지역에서 살았다. 이 말은 거의 대부분 멸종했으나 폴란드에 작은 무리가 아직 살아 남아 있다. 셋째 종류는 삼림말이라고도 하는 딜루비얼로 북유럽의 습한 목초지대에서 서식하던 몸집이 크고 움직임이 느린 말이다. 지금은 거의 대부분 멸종된 상태이다. 현재 150종이 넘는 말과 조랑말이 있다. 품종에 따라 크기·힘·속도 등의 특성이 매우 다양하다.

## 습성
1. 군집성
대개의 초식동물이 그러하듯이 말도 군집성을 가지고 있다. 보통 1마리의 수말이 우두머리가 되어 20~25두 정도의 암말을 거느리면서 무리를 지어 생활한다고 알려져 있지만, 실제로는 가장 나이가 많은 암컷이 우두머리가 된다.
2. 사회성
말에게도 서로 의사소통을 할 수 있는 정보 전달수단이 있으며, 2마리 이상 있는 경우에는 반드시 서열이 생겨서 하나의 사회를 형성한다.
3. 귀소성
다른 동물과 마찬가지로 자기의 보금자리로 돌아갈 수 있는 귀소성이 있다.
4. 공포성
잘 놀라고 쉽게 겁을 내는 가장 특징적인 성질이다. 이와 같은 성질 때문에 겁이 나는 곳으로부터 빨리 도망가기 위하여 ‘예민한 감각’과 ‘스피드’가 발달하여 ‘투쟁’보다는 ‘도주’가 자기 방어의 유력한 수단으로 되어 있다. 말이 뒷다리를 들어 차는 동작은 공격 수단과는 달리, 가까이 온 적에게 최소한의 소극적인 방어 수단이라고 할 수 있다.
이러한 말이 놀라고 겁을 내는 원인으로는 여러 가지가 있으나, 주로 처음 보는 물건, 움직이는 것, 냄새가 강한 것에 겁을 내며 특히 큰 소리나 듣지 못했던 소리 등에 놀라기 쉽다. 일반적으로 암말이 수말보다 놀라기 쉽고 거세마는 수말보다 온순하다.
5. 지능
말은 지능이 높은 편에 속하는 동물이며 사람이 어떤 동물인지 잘 안다. 그 때문에 전쟁터나 호랑이 같은 맹수 사냥을 갈 때에도 자신의 등에 태운 사람을 믿고 적군이나 맹수를 보고 도망가지 않는다. 그 덕에 말은 오랜 기간 동안 인간이 군마로 활용해 왔다.
6. 정조성
봄의 번식기에 수말이 암말에 대하여 좋아함과 싫어함을 나타내고 이와는 반대로 암말이 수말을 선택하는 정조를 가지고 있는 말도 있다. 친자의 경우에는 부마와 자마의 사이에는 애정이 거의 없으나, 모마는 자마에 대한 애정이 대단히 깊으며 같이 있도록 해주면 모자의 애정은 오래 계속된다.
종모마나 번식빈마의 경우에는 연애결혼은 할 수 없고, 목장경영자나 마주의 의사에 따라 지정결혼만을 따라야 하는 것이 경주마의 숙명(혈통의 스포츠)이다.

## 감정표현
1. 기쁠 때
아주 즐거운 순간에는 머리를 낮게 내렸다가 높이 쳐들면서 코로 최대한의 원을 그리고 행동이 열정적이고 민첩하다. 윗입술을 말아올려 윗니를 드러내 보이며 꼬리를 들어올린다. 망아지는 재미있게 놀 때 꼬리를 들어올리고 뒷다리를 중심으로 빙글 돌거나 멀리 달리기도 한다.
2. 화날 때
가벼운 자극시에는 귀를 뒤로 약간 젖히고 꼬리를 한쪽 방향으로 파리를 쫓듯이 치며, 후구를 긴장시켜 찰 준비를 한다. 자극이 더 강해지면 귀를 머리쪽으로 조금 더 붙이고 꼬리를 과격하게 한쪽으로 치며 차려는 발을 지면에서 살짝 든다. 심한 자극시에는 귀를 머리 뒤로 감추고 꼬리를 양옆으로 후려치며 눈을 부릅뜨고 자극하는 물체를 향해 발길질을 한다.
본격적으로 화가 날 때는 꼬리를 빠르게 후려치고 머리는 화나게 만든 상대를 향하며 눈에 불을켜듯 적의를 취한다. 귀는 완전히 뒤로 감추며 윗입술을 말아올려 깨물 준비를 하고, 한계점에 달하면 뒷발로 모아치기를 하며, 그래도 성에 차지 않으면 뒷다리에 체중을 싣고 앞다리를 들어 머리를 낮추며 목표물을 향해 입을 벌려 공격한다. 공격시 앞발로 차기도 한다. 분노·광분 상태는 화난 상태가 지속되어 일정수준을 넘으면 도달되는데, 깊고 낮은 소리를 내고 눈은 광기를 발한하며 신체적인 긴장으로 인해 땀을 많이 흘린다. 화나게 만든 물체나 방해하는 물체를 향해 돌진하기도 한다. 지나치게 되면 자해행위도 하고 심한 경우 쇼크와 탈진에 빠지며 목이 부러져 죽기도 한다.
3. 고통스러울 때
가벼운 불편은 파리가 붙거나 안장끈이 닿거나 관절염 초기의 경우와 같이 가벼운 자극이 있을 때 느끼고 해당부위의 근육을 진전시켜 자극원인을 떨구어 내려 한다. 여의치 않은 경우 가까운 다리를 이용하여 꼬리를 치기도 하고 입술로 제거하기도 한다. 그래도 제거되지 않으면 벽, 나무, 기둥 등에 대고 문지른다. 다리에 관절염이 있는 경우 입으로 관절을 물어뜯기도 한다.
더 심한 불편은 회초리로 맞거나 벌에 쏘인 듯한 고통을 받을 때 느끼는데, 이때는 자극받은 쪽으로 귀를 젖히고 꼬리를 그 쪽으로 치며 반대방향으로 껑충 뛴다. 산통(배앓이)과 같이 내부적이 요인으로 인한 통증시에는 침울해지고 귀는 아픈 쪽으로 향한 채 눈은 빛을 잃고, 양쪽 뒷다리의 체중지지 교대주기가 빈번해지며 호흡이 가빠진다.
통증을 느끼게 되면 움직임이 줄어들고 가능한 한 아픈 곳을 사용하려 들지 않는다. 산통으로 인한 통증이 있는 경우 말은 깊게 신음하고 드러누워 격렬하게 뒹굴고 자신을 물어뜯는 등 강렬한 신체언어를 발현한다. 통증이 장시간 지속되면 말은 많은 땀을 흘리고 귀가 처지고 머리도 늘어뜨리며 똑바로 서 있지 못해 쓰러지기도 한다.
4. 배고플 때/목마를 때
급식시간이 되면 대부분의 말들은 몇 가지 방법으로 갈망을 표현한다. 마방에서 뛰거나 소리치거나 문을 찬다. 빈 사료통을 물어 흔들기도 한다. 바닥을 긁기도 하고 머리를 끄덕거리기도 하며 심지어 뒹굴기도 한다. 물통이 닿지 않아 물을 못 먹었거나 다른 이유로 물을 못 먹은 말은 심하게 머리를 흔들어대거나 입술을 핥아댄다.
5. 피곤할 때
수면부족은 시끄러운 장소에 수용되거나 심리적으로 불안정한 상태에서 편안히 잠을 잘 수 없기 때문에 생긴다. 이때는 선 채로 졸기 쉽다. 졸음에 겨운 말은 머리를 내려뜨리고, 눈은 거의 감기며, 귀는 비행기귀 형태가 되고, 다리는 바른 자세를 유지하지 못한다.
과로 후 극도로 피곤한 상태에서는 귀가 처지고 비(鼻)점막 충혈이나 목운동 저하 등이 나타나며 목·눈·얼굴 주위의 혈관이 두드러져 보인다. 거의 탈진상태에서는 피곤에 겨워 머리를 내렸다가 숨쉴 때만 올리고 다시 내리는 동작을 반복하며, 꼬리는 늘어뜨리고 있다가 돌발적으로 당겨올린다. 걸을 때는 다리를 거의 질질 끌고 다니고 보폭도 준다.

## 버릇
말은 여러 가지 버릇이 있다. 말의 습성, 본능에서 오는 버릇도 있으나 할 일이 없어 심심하기 때문에 생기는 버릇도 많다. 이러한 버릇은 한번 생기면 없애기가 힘들기 때문에 평상시 많은 신경을 써야 한다.
1. 움직이지 않는 버릇: 마방을 떠나기 싫어하거나 동료나 다른 곳으로부터 움직이지 않으려는 버릇
2. 무는 버릇: 말은 코끝을 쓰다듬을 때 무는 버릇이 있다.
3. 공기빠는 버릇: 돌출되어 있는 곳을 물고 입으로 공기를 빨아들이는 버릇
4. 좌우로 흔드는 버릇: 마방 문앞에서 서서 규칙적으로 몸을 좌우로 흔드는 버릇
5. 앞발로 긁는 버릇: 마방 바닥을 앞발로 긁어서 파는 버릇
6. 일어서는 버릇: 말의 가장 흔한 버릇으로 몸이 불편하거나 상대방에게 위협을 줄 때
7. 기타 작은 버릇들
- 눕지 않는 버릇: 말은 서서 잘 수 있고, 누워서 잘 수도 있다. 말이 선 자세로 졸거나 잠을 잘 수 있는 것은 특수한 구조의 다리 인대 가 무릎과 발목의 관절을 무의식 상태에서도 단단히 고정시켜 주기 때문이다. 야생 상태의 말을 관찰하면 하루 중 14시간은 들판을 배회하며 풀을 뜯고, 6~8시간은 서서 쉬며, 1~2시간은 동료들과 장난을 치거나 이성간에 구애행위를 하며 놀고, 1시간 정도는 누워서 쉰다. 보통은 깊은 밤에 잠시 누워 자기 때문에 사람들이 그 장면을 목격할 기회가 없으니, 말은 서서 자는 줄로만 아는 것이다. 낮에 무리한 운동을 해서 피곤한 말은 누워서 코를 골기도 한다. 말이 눕지 않으려고 하는 이유는 몇 가지가 있다. 거의 대부분은 신체적인 문제이다. 늙은 말은 몸이 굳어 유연성이 떨어져 한번 누웠다 일어나려면 온몸이 쑤시고 힘이 들기 때문이다. 또한 다리 관절에 퇴행성 염증이 생겨 일어날 때 심한 통증을 느낀 말은 다시는 누우려고 하지 않는다. 폐질환이 있어 누웠을 때 호흡곤란을 경험했던 말 역시 눕기를 꺼려한다. 간혹 심리적인 이유로 눕기를 거부하는 말도 있다. 예를 들어 낯선 장소에 갔을 때나 기타 다른 이유로 불안을 느낄 때는 눕기를 꺼려한다. 신경이 예민한 말은 깔짚 위로 쥐들이 돌아다니면 그것이 불안해서 눕지 못한다. 그 외에 마방 바닥이 지저분하거나 축축해도 누우려고 하지 않는다.
- 꼬리 문지르기: 꼬리 문지르기는 겨울철보다 여름철에 흔히 발생한다. 이유는 여러 가지가 있다. 마방에 장시간 갇혀 있어 지루함을 견디지 못해서 그러거나 먹성이 좋은 말에게 사료가 적게 급여되면 배가 고파 허기를 달래기 위해 그러기도 한다. 그러나 대부분은 엉덩이 쪽의 가려움 때문에 이런 버릇이 생긴다. 가려움증은 꼬리 자체에 생긴 경우도 있지만, 항문이나 사타구니의 가려움증도 원인이 된다. 대체로 손질부족에 의한 불결함이 주원인이다. 그러므로 미근부(꼬리연결부)의 털을 매일 깨끗하게 빗으로 빗어주어 청결을 유지하도록 해야 한다. 다른 원인으로는 요충과 같은 기생충이 항문이나 직장을 간질여 꼬리를 문지르는 증상이 나타날 수 있다. 그러므로 1년에 몇 차례 정기적인 구충약 투여가 필요하다. 방목장에서 잡초에 대한 알레르기 반응으로 가려움증이 나타날 수도 있다. 암말이 봄철에 꼬리를 벽에 대고 음부를 자극시키는것(자위행위)은 발정과 관련된 것이다. 이런 경우는 수말과 격리해 방목해야 한다. 씨암말이라면 교배시기가 다가옴을 짐작해야 한다.
- 발굽을 밟아 상처내는 버릇: 말이 서 있을 때 한 뒷발굽이 좌우 상대측의 다른 뒷발굽 위에 올려져 겹쳐 있는 것도 나쁜 버릇 가운데 하나다. 왜냐하면 다른 발굽의 끝이 나머지 한 발굽의 연약한 피부를 손상시켜 상처를 입힐 수 있기 때문이다. 다른 버릇과 마찬가지로 마방 내에서의 지루함 때문에 발생되며 역시 일단 버릇이 생기면 잘 고쳐지지 않는다. 한 가지 방법이 있다면 고무로 된 발굽보호 부츠를 신기는 방법이다. 앞다리의 나쁜 버릇으로는 한 쪽 발굽을 다른 쪽 발굽의 외측에 갖다 놓고 서 있는 자세이다. 이런 경우에도 역시 발굽보호 부츠를 신겨 상처가 날 것을 미리 방지해야 한다. 특히 겨울철에는 이런 버릇이 있는 말들은 아예 편자들을 모두 제거해야 한다. 편자는 단단하고 날카로워 쉽게 상처를 내어 세균을 감염시키기 때문이다. 상습적으로 이런 자세를 취하는 말들은 건이나 계인대가 비틀려 손상될 수도 있다. 따라서 말들을 방목시켜 지루함을 달래주고, 걷는 시간을 많이 갖게 하여 이런 행동이 나오지 않도록 해야 한다.

## 말의 조상
말의 조상이 지구에 나타난 것은 대략 5,000만 년 전의 일이다. 하지만 지금의 말과는 달리 몸집 크기가 개(犬)만하였으며, 발가락도 여러 개 달려 있고, 달리기도 그다지 잘하지 못했다. 말의 주요 특징 중 하나는 다른 동물과 달리 발가락이 한 개라는 점이다. 사람 등 대개의 포유동물들은 한 다리에 보통 5개의 발가락을 가지고 있다. 말의 발가락이 한 개만 남게 된 그 변천 과정을 알아보자.
- 말의 최초 조상: 에오히프스

지금으로부터 약 5,000만년 전의 지층에서 말과 유사한 동물의 화석이 발견되었다. 관련 학계는 이를 분석해 말의 조상이라고 규정짓고 이를 에오히프스라 불렀다. 북유럽과 아메리카 대륙에 살았던 에오히프스는 몸집이 비교적 작은 동물이었다. 그 크기는 완전히 성장했을 경우 어깨 높이가 약 30cm에 불과하였으며, 등은 활처럼 굽어 있고, 꼬리는 길어서 개 또는 여우와 같은 모습이었을 것으로 추측된다. 발가락은 사람의 엄지와 같은 것은 사라지고 나머지 4개가 있었는데, 그 중에서 중간에 있는 발가락이 제일 크고 좌우에 있는 것들은 작았다.
- 발가락이 또 한 개 사라진 메소히프스

약 3,000만 년 전의 화석에서는 발가락이 3개 밖에 없는 말 모양의 동물이 발견되었다. 체구는 좀 더 커져서 체고가 평균 60cm는 되고, 두개골도 커져서 그 형태가 현대 말의 두개골과 비슷했다. 발가락은 맨 가장자리의 다섯째 발가락마저 사라지고 남은 발가락은 3개였는데, 가운데 발가락이 한결 크고 굵어졌으며, 양 옆의 발가락은 작아져 간신히 지면에 닿아 있는 정도였다. 두개골이 커지면서 뇌도 커져 지능지수 역시 높아진 것으로 추정된다. 치아구조로 보아 나뭇잎을 따먹기에 적당한 형태였다.
- 3개 중 2개의 발가락이 퇴화된 메리키프스

대략 1,000만 년 전에 살았던 것으로 추정되는 메리키프스는 메소히프스보다 몸집이 훨씬 커져 큰 놈은 체구가 100cm에 이르게 되었고, 눈자위가 그 이전의 조상말들보다 양측면으로 틀어져 현대 말과 같이 전방․ 측방․ 후방을 용이하게 관찰할 수 있도록 시각구조가 변화되었으며, 두개골의 형상도 현재의 말과 비슷하게 되었다. 그 외모는 마치 영양부족으로 성장이 지연된 조랑말 정도를 연상케 하는 것이었다. 발가락은 3개였으나 각 좌․우측의 두 발가락은 완전히 위로 올라붙어 체중은 가운데 발가락으로만 지탱하는 형태였다. 치아구조는 풀도 뜯어먹을 수 있는 형태로 변화되었으며, 몸통과 다리의 길이가 어느 정도 균형적이며 관절의 각도가 넓어진 것으로 보아 달리는 속도도 빨라졌을 것으로 추정된다.
- 발가락이 한 개뿐인 플리오히프스

지금으로부터 약 500만년 전, 좌우 양측의 부분적으로 퇴화되었던 발가락은 거의 대부분 사라져 흔적만 남아 있고 실질적으로 한 개의 발가락만으로 완전한 기능을 하는 플리오히프스가 나타났다. 그래서 플리오히프스를 ‘최초의 한 발가락 말(一指馬)’또는‘최후의 세 발가락 말(三指馬)’이라고 부르기도 한다. 플리오히프스의 양측 발가락이 완전 사라지고 ‘에쿠우스’로 진화되었는데, 그것이 그리 대단한 사건은 아니었다. 왜냐하면 그 사라진 발가락들은 이미 오래전부터 제 기능을 상실하고 있었기 때문이었다. 플리오히프스는 체형과 체구 측면에서 현대 말과 매우 유사한 형태를 하고 있었다.
- 현대 말의 직접적인 조상 에쿠우스

에쿠우스는 그 생김새가 우리가 흔히 알고 있는 주변의 말들과 아주 흡사한 현대마의 직계존속이다. 에쿠우스의 발가락은 오직 한 다리에 한 개뿐이며, 크고 튼튼하게 발달되어 있다. 하나 남은 발톱이 바로 크고 둥글고 단단한 형태의 말 발굽인 것이다. 그러나 양측에 붙어 있었던 둘째, 넷째 발가락이 완전히 사라진 것은 아니고 아직도 그 흔적이 남아 있는데, 말의 발목 위 정강이뼈(중족골=발가락과 연결된 발바닥 뼈)를 찍은 X-ray 사진을 보면 가운데 큰 대롱뼈(제3중족골)가 있고 그 양측에 가느다란 나무젓가락 크기의 가시뼈가 붙어 있는 것을 발견할 수 있다. 그것들이 바로 외양으로는 완전히 사라진 것으로 보이는 제2, 제4 중족골인 것이다. 인류가 사육한 말이 이 시대의 것으로 오클라호마 주립 대학의 연구결과에 따르면 최초로 길들여진 말은 아시아의 에쿠우스로 기원전 3,000 ~ 4,000년 전으로 추정된다. 그 후, 인류의 정복활동이 심화 됨에 따라 고기와 우유로 주로 쓰이던 것을 넘어 첫번째 형태의 동물 이동 수단까지 되었다.

## 종류
말은 원산지의 기후, 토양 및 기타 환경여건에 따라 그 외모와 습성이 다양하며 인간의 필요 목적에 따라 많은 개량종의 탄생을 거듭해 현재 약 200여 가지의 품종이 있다. 원산지에 따라 동양종과 서양종, 용도에 따라 승용마와 역용마 등으로 구분한다. 승마용으로서는 아랍종·서러브레드·앵글로아랍종 등이 있으며, 경마용으로는 앵글로노르만·해크니·아메리카트로터 등이 있다. 그리고 역용으로는 샤이어·클라이즈데일·페르슈롱 등이 있다.
말과(科) 동물에는 말 이외에도 나귀, 얼룩말 등이 있는데, 이들의 공통적인 특징은 보통 포유류들이 가지고 있는 5개의 발가락 중 4개가 퇴화하고 가운데 발가락만 튼튼하게 잘 발달하여 발굽이 한 개이며, 다리가 길어 잘 달릴 수 있는 다리 구조를 가지고 있다는 것이다. 등록된 207종의 말 중에서 67종은 조랑말(Pony)이며, 36종은 노역마(Working horses), 104종은 스포츠용 말(Athletic horses)이다. 조랑말은 보통 58인치 이하의 말을 지칭하나, 단지 키만으로 말의 품종을 구분하는 것은 아니다.
조랑말은 체구에 비해 다리가 짧고 튼튼해 보통의 큰 말보다도 훨씬 무거운 짐을 부담할 수 있는 튼튼한 체력을 지니고 있다. 체구가 아주 작아 조랑말로 분류되기는 하지만 체형이 보통말에 가까운 품종이 있는데, 그것이 카스피안(Caspian)종과 팔라벨라(Falabella)종이다. 이란 북부에서 발견된 카스피안종은 수천 년 전의 아랍종 조상과 매우 유사한 것으로 알려졌다. 이들은 특정 지역에 고립되어 수천 년간 순수혈통을 유지하여 고대의 모습으로 생존하고 있다. 팔라벨라종은 현존하는 말 중에서 체구가 가장 작은데, 큰 개보다도 작다. 따라서 사람이 탈 수도 없어 애완용으로 사육되고 있다. 조랑말과는 반대로 체구가 거대하여 체중이 1톤을 웃도는 말들도 있다. 이들은 대개 마차를 끄는 노역마로 활용되었는데, 자동차가 등장한 이후 그 활용가치가 떨어져 현재는 산간지대에서 일부 활용되거나 쇼나 박람회에 출연하여 사람들의 눈길을 끌고 있을 뿐이다. 대부분의 말은 승마, 경마, 마장마술, 폴로, 사냥 등 스포츠용으로 활용되고 있다. 특히 도시화가 급속하게 진행되면서 시골에서 산업용으로 활용되는 말은 줄어들고 도시민들의 레저용인 경마용 또는 승마용 말들이 증가되었다.
말을 분류하는 방법에는 크게 체중에 따른 분류와 원산지의 기후에 따라 분류하는 방법이 있다.
- 체중에 따른 분류
  - 경종마: 체중이 약 400~500kg으로 체격이 비교적 작고 날렵하게 생긴 말로서 여러 조랑말과 서러브레드, 아랍종 등이 속한다.
  - 중간종마: 경종마와 중종마의 중간 크기이며 앵글로 노르만, 팔로미노, 트로터종 등이 있다.
  - 중종마: 체중 1톤 내외의 큰 말로 주로 노역마로 사용되는데 퍼슈론, 샤이어, 브레톤종 등이 있다.

- 환경적응에 따른 분류
  - 온혈종(溫血種, hot bloods): 기후가 온난한 남쪽의 초원지대에서 풍부한 영향섭취를 하면서 진화한 품종. 털이 짧고 피부가 얇으며 날씬한 몸과 긴 다리가 특징이다. 기백이 넘치고 용감하며 예민한 경향이 있다. 또 체고가 150cm 이상으로 키가 크고 운동성이 날렵하고 지구력을 갖추었으며 동작이 우아하고 경쾌하여 경마 또는 승마용으로 많이 사용된다. 아랍종이 대표적인 온혈종마이다.
  - 냉혈종(冷血種, cold bloods): 북유럽의 추운 산림, 즉 툰드라와 스텝지역에서 진화한 품종으로 추위를 견디기 위해 털이 길고 피부가 두꺼우며 지방이 많이 축적되어 몸이 비대하고 차분하다. 쟁기나 사람이 가득 찬 무거운 마차를 끄는 데 용이한 품종이다. 일부의 조랑말과 대부분의 중종마들이 여기에 해당. 나라별로 보유하고 있는 마종을 살펴보면, 러시아가 27종으로 가장 많고 영국이 19종, 프랑스가 18종, 미국·독일 16종, 이탈리아 10종, 폴란드가 9종을 보유하고 있다. 그러나 환경변화, 경제성, 사람의 기호 등에 따라 새로운 종들이 개발되고 있기 때문에, 이것은 대략적인 수치이다. 한국에는 현재 경주마로 활용되거나 예비 경주마로 생산·육성되는 서러브레드종 5,000여 두, 아랍·앵글로아랍 등 승용마 500여 두, 서러브레드와 교잡된 제주도의 조랑말이 약 8,000여 두, 순수 제주조랑말로 혈통등록된 제주마 약 370여 두 등이 있다. 그 외에 최근 중국이나 몽골에서 승용으로 수입된 몽고마가 다수 분포하고 있다.
  - 정온종(定溫種, warm bloods): 온혈종과 냉혈종 사이의 이종 교배마를 정온종이라 부른다. 유럽의 마차마와 군마가 아랍종이나 서러브레드와 이종교배되면서 발전하여 복마보다 활기가 있고 반응이 빠르다. 그러나 경마보다 더 큰 사이즈와 온화한 기질을 가졌다. 오늘날 '정온종'이란 용어는 마장이나 쇼 점프 경기에서 사용되는 스포츠 말 품종의 특정한 하위 집합을 의미한다.

- 생식기에 따른 분류

뒷다리 사이에 음낭이 있으면 수컷. 항문 아래쪽에 음부가 있으면 암컷이다. 둘다 없으면 중성(거세마)이다.
1. 조랑말
- 팔라벨라(Falabella)

원산지: 아르헨티나
키: 65~78cm 정도
성격: 사교적이며 영리함
- 셰틀랜드 포니(Shetland Pony)

원산지: 스코틀랜드 북부의 셰틀랜드 섬
키: 93~102cm 정도
성격: 점잖으면서 용감하다
- 제주마(濟州馬) {문화어:과하마(果下馬), 토마(土馬), 삼척마(三尺馬)}

대한민국의 제주특별자치도에서 자생하는 말의 종류
키: 115cm 정도
성격: 온순하고 영리함
2. 승용마
- 아팔루사(Appaloosa)

원산지: 미국
키: 142~152cm 정도
성격: 속도, 지구력이 좋고 매혹적임
- 테네시 워킹(Tennessee Walking)

원산지: 미국
키: 150~160cm 정도
성격: 온순, 명랑, 운동이 경쾌
- 아할 테케(Akhal Teke)

원산지: 투르크메니스탄
키: 150~163cm 정도
성격: 온순, 경주마로 사용 가능할 정도로 빠르고 지구력이 강하지만 미모가 매우 빼어나서 관상마로도 활용됨. 멸종위기종까지 갔다가 복원된 품종이기 때문에 경주마 및 식육마로 사용이 전면 금지된 품종이다.
3. 마차마
- 샤이어(Shire)

원산지: 영국
키: 170~180cm 정도
성격: 점잖고 유순하여 아이들과 잘 어울림
- 브라반트(Brabant)

원산지: 벨기에
키: 170cm 정도
성격: 대담하고 의지가 강하나 온순한 편
4. 경주마
- 서러브레드(Thoroughbred): 현대 경주마의 주류임

원산지: 영국
키: 평균 160cm 정도
성격: 대담하고 활동적이며 용감함.
- 아랍(Arab)

원산지: 아라비안
키: 142~151cm 정도
성격: 성급하나 총명하고 용감하며 지구력이 강함

## 고르기
운반용이나 농업용 말은 힘이 강한 동시에 속력도 어느 정도 필요하므로 체폭이 좁고 몸길이도 다소 짧으며 네 다리가 길어야 한다. 짐 싣는 말은 키는 낮고 등과 허리는 강해야 하며 머리 및 목은 비교적 낮으며 가슴이 크고 네 다리는 짧은 것이 좋다. 경역용종(輕役用種) 말은 속력이 필요하므로 체폭이 좁고 키는 몸길이에 비하여 약간 크며 네 다리는 비교적 길고 골격은 가늘며 근육 및 힘줄이 잘 발달되어야 한다. 말은 성질이 온순해야 하므로 눈 모양이 날카롭거나 사납게 생기지 않아야 하며, 귀가 뒤로 향해 있고 사람을 경계하는 동작을 보이지 않아야 한다. 종마는 외모심사에 의해 품종의 특징을 잘 구비하고 체형이 우수하며 체질이 강하고 성질이 온순하며 영양상태가 양호하여 살이 적당히 붙어 있는 것을 선택한다. 능력검정에 의해서 역용마는 역용능력이 우수하고 경주마는 속력이 빠른 것을 고른다. 한편 혈통조사를 통해 유전적으로 우수한 것을 골라야 한다.

## 번식
수컷은 생후 15-24개월, 암컷은 생후 15-18개월에 성숙하지만, 실제 번식은 수컷의 조숙종은 3세, 경종말은 4세, 서러브레드종은 5-6세부터 시작하여 15-18세까지 번식에 이용되며, 암컷은 3-4세부터 15-16세까지 번식에 이용된다. 말의 난소는 봄과 여름에만 기능적으로 발동하며 18-26일을 주기로 발정이 일어나서 4-11일간 지속된다. 번식계절 외에는 난소기능이 정지하는데, 이것은 뇌하수체전엽에서 나오는 성선자극호르몬의 분비가 멎기 때문이다. 발정 말기에는 배란이 있는데, 난자의 수정능력 보유기간은 12시간 정도밖에 되지 않으나, 정자는 암컷의 생식기 안에서 3-5일간 수정능력을 가지므로 배란 전 1-2일이 번식의 적기이다. 수컷은 1일에 2회 이내로 교미시키며, 매일 교미시키는 경우에는 1주일에 하루는 휴식시키는 것이 좋다. 보통 수컷 1두에 암컷 교미두수(交尾頭數)는 3세의 수말일 경우 20두, 4세 수말의 경우는 40-60두, 5세이상의 경종말은 50두, 중간종말은 80두, 역용말은 100두 이하를 표준으로 한다. 말의 임신기간은 287-419일이며, 임신이 확인되면 임신사양을 하고 임신이 되지 않았으면 다시 교미시킨다. 유산은 다른 가축보다 많아 15% 전후로 일어나지만, 난산은 적다. 분만은 오전 8시경에 많으며 낮에는 적다. 망아지가 분만되면 탯줄이 자연히 절단되는데 그렇지 않을 경우에는 배꼽에서 5-6cm 떨어진 곳을 자르고 실로 맨 후 요오드팅크를 발라 준다.

## 수명
말의 나이는 이빨로 알 수 있다. 말도 나이가 들면 사람과 같이 흰털이 생기고 허리가 굽어지고 이빨도 점점 마모되어 간다. 특이한 점은 말의 치아발달은 매우 규칙적이기 때문에 이것으로 말의 나이를 정확히 판단할 수 있다.

## 사육
망아지는 분만 20-30분이면 일어서서 젖을 먹으며, 3개월이면 털갈이를 하고, 4-5개월에 젖을 뗀다. 젖 뗀 후에는 단백질이 많은 콩과식물을 많이 주고 일광욕과 운동을 충분히 시켜 건강하고 강인하게 사육한다. 1-2세 때는 굴레를 씌워 조교를 시킨다. 말은 하루 4회 사료를 준다. 공복이 심할 때에는 우선 건초·청초를 2-3cm로 절단하여 물에 적신 다음 곡류·쌀겨 등을 잘 혼합하여 준다. 조사료(마초)를 추가하여 줄 때에는 사료 주는 중간이나 야간에 간식으로 준다.

## 사료
500kg의 말이 체력을 유지하기 위해서는 하루 16,000kcal가 필요한데 사람이 먹는 밥이라면 35공기 이상의 양이다.
- 말 사료의 종류: 야건초, 목건초, 대맥, 연맥, 골분, 밀기울 등
- 말 사료의 기본구성
  - 농후사료 : 운동이나 발육에 필요한 사료 연백, 밀기울, 옥수수, 콩, 보리 등
  - 조사료 : 섬유질과 양질의 단백질 미네랄, 비타민을 포함한 사료, 건초, 목초, 짚, 청예 사료 등
  - 특수사료 : 농후사료와 조사료로 부족한 영양소를 포함한 사료 무기염류, 비타민첨가제 아미노산, 식염 등.

## 이용
말은 주로 승마·경마·역용에 이용되지만 고대에는 북유럽의 리투아니아인·에스토니아인이 말젖을 마셨고 몽골에서는 칭기즈칸 시대 말젖을 마시는 일이 왕족의 특권이었다. 중국에서도 옛날부터 말젖을 열을 내리는 특효약이라 하여 권력층 사회에서 애용하였다. 지금도 유목민들 사이에서는 소젖·양젖과 마찬가지로 말젖을 즐겨 마신다. 말을 도축하기도 하는데 도축해서 얻은 고기를 말고기(속어: 말괴기)라고 한다.

## 예우
현재 대부분의 국가에서 말은 경주용으로 활용되고 있으며 이를 경마라고 한다. 경마에서 은퇴한 말은 혈통이 훌륭한 말의 경우 혈통보존용으로 예우를 받으며 여생을 편안하게 보내며 그렇지 않은 말들 역시 도축되지 않고 사극(시대극) 촬영용으로 활용된다. 말은 가축 중에 도살이 가장 적고(개보다도 적음) 말이 죽으면 사람에 준한 예우를 갖춰 장례를 치른다.

## 상징성
종속 접두사 말-은 본질이 비슷한 여러 종류 가운데 크기가 유별나게 큰 어느 한 종류를 상징적 또는 은유적으로 나타내는 수식어이다. 말의 상징성에 바탕하는 이와 같은 은유법은 중국어 또는 한자어의 馬-, 영어의 horse-, 독일어의 Pferde- 등에서도 볼 수 있는 사고방식이지만, 모르면 몰라도, 아래의 보기처럼 한국어의 고유어에서 가장 두드러진다.
- 말개미 (중국어: 螞蟻, 독일어: Pferdeameise)
- 말거머리 (중국어: 馬蛭, 일본어: ウマビル, 영어: horse-leech, 독일어: Pferdeegel)
- 말거미
- 말곰 (중국어: 馬熊)
- 말매미
- 말멸구
- 말벌 (중국어: 馬蜂, 헝가리어: lódarázs)
- 말승냥이
- 말잠자리
- 말조개 (한국 한자: 馬蛤)
- 말파리 (영어: horse-fly, 독일어: Pferdebremse)

## 관련된 문화
말은 수레를 끌거나 등에 사람을 태우는 용도로 쓰인다. 전시에는 무장한 군인이 말 위에 올라타 기마병이 되기도 하였다. 서양에서는 말에 올라탄 갑옷으로 중무장한 무인을 기사라 하였다.

### 한국

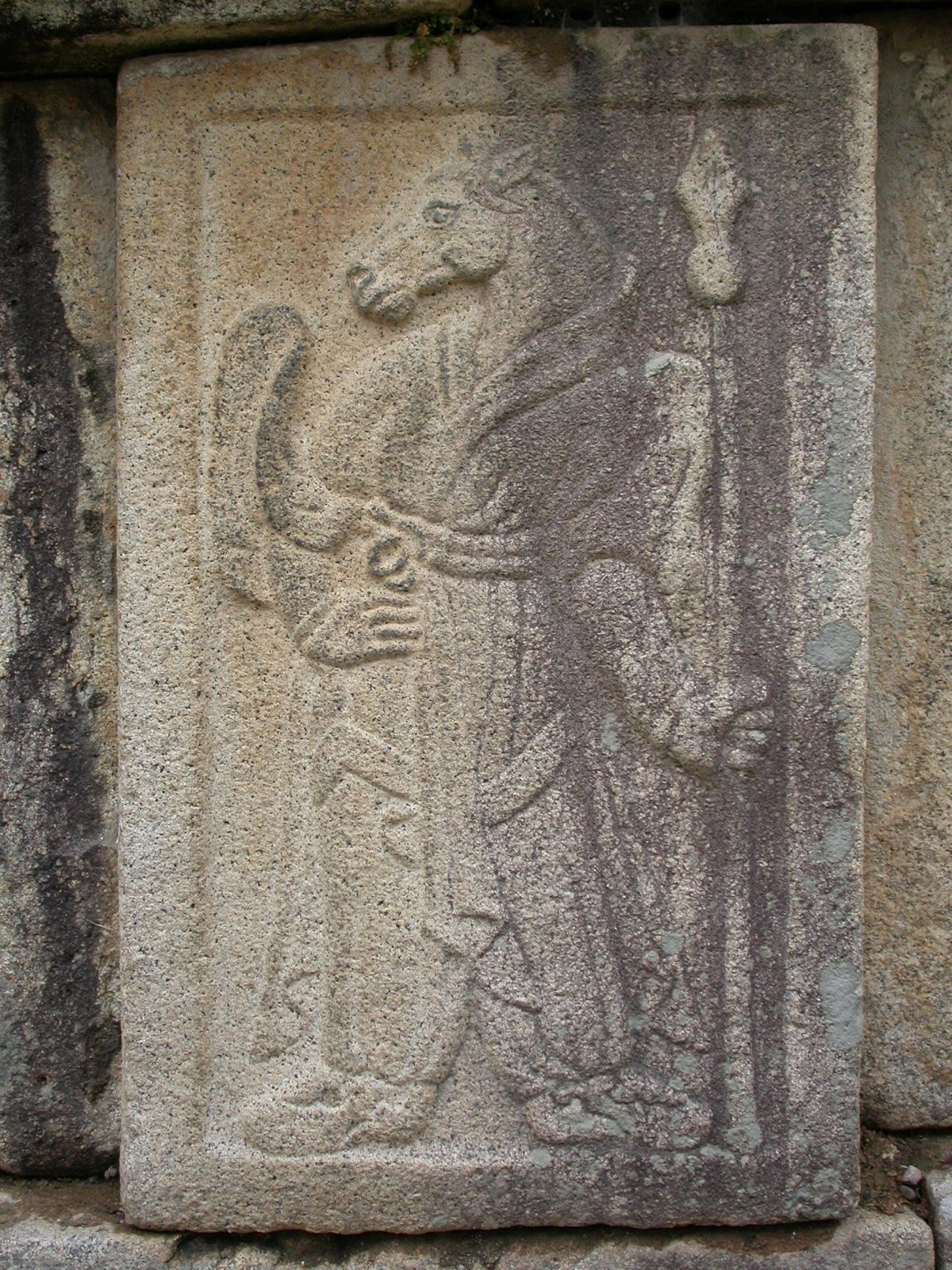
김유신묘에 두른 십이지 호석 가운데 말(午).

- 한반도 북부와 만주 지역에서는 후기 구석기의 거주지에서 프르제발스키말의 뼈가 발굴되었다.
- 말은 십이지 중 7번째인 '오(午)'에 해당된다. 낮 12시를 가리키는 '정오(正午)'도 여기에서 유래되었다.
- 고려시대 제주도에서는 대량으로 공급하기 위해 말을 키웠다. 지금도 제주도에 가면 말을 탈 수 있으며, 다른 지역에도 말을 탈 수 있는 장소가 있다.
- 말의 꼬리는 '말총'이라 하며, 갓과 망건 등을 만드는 데에 쓰였다.
- 조선시대에는 교통수단으로 말을 이용하였으며, 역을 중심으로 '파발'을 운영하였다.

## 사진첩

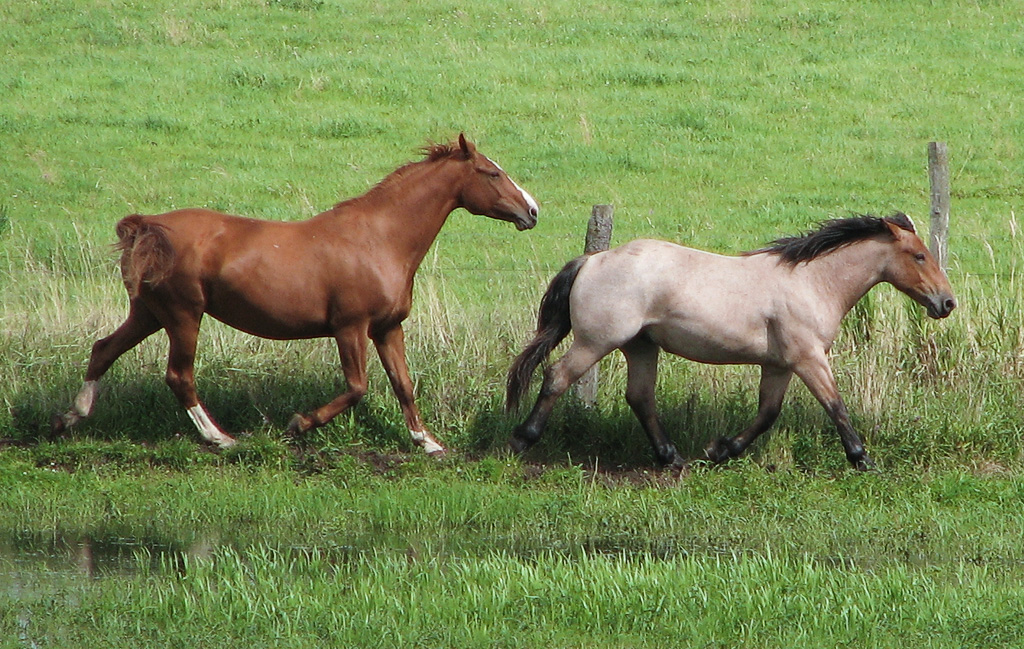
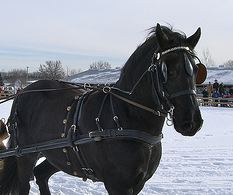
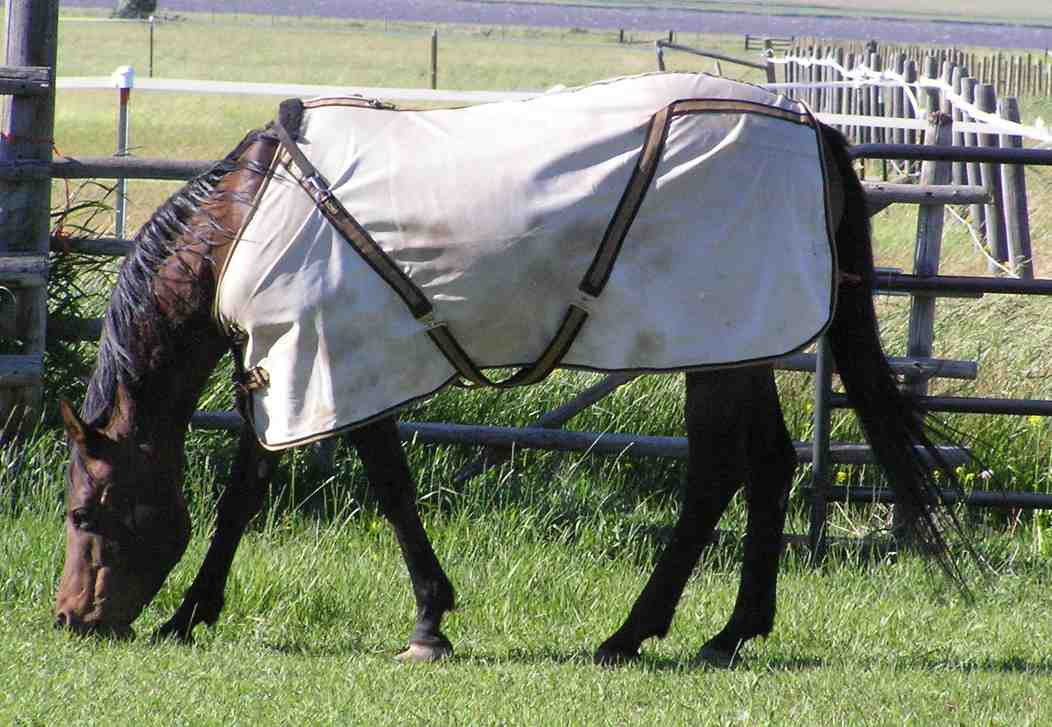